# Afogamento
Afogamento é a paragem respiratória resultante da imersão em líquido. O afogamento geralmente ocorre de forma silenciosa, sendo poucas as pessoas que conseguem acenar com a mão ou gritar por socorro. Após o salvamento, os sintomas incluem problemas respiratórios, vómitos, confusão ou perda de consciência. Em alguns casos os sintomas podem só se manifestar após seis horas. Entre as complicações mais comuns estão a diminuição da temperatura do corpo, aspiração do vómito e síndrome do desconforto respiratório do adulto.
O afogamento é mais comum em locais em que a água é mais quente e entre pessoas com acesso frequente à água. Entre os fatores de risco estão o consumo de álcool, epilepsia e baixa condição sócio-económica. Entre os locais de afogamento mais comuns estão as piscinas públicas, banheiras, corpos de água como mares e rios e baldes. Durante um afogamento, a pessoa inicialmente sustém a respiração, seguida por espasmo da laringe e posterior diminuição dos níveis de oxigénio. Geralmente só mais tarde é que entra água nos pulmões em grande quantidade. O afogamento pode resultar em morte, causar problemas respiratórios ou não ter quaisquer sequelas.
Entre as medidas de prevenção de afogamento estão ensinar as crianças a nadar, cumprir as medidas de segurança a bordo de embarcações e dificultar ou impedir o acesso a massas de água, como por exemplo vedar as piscinas. O tratamento de afogados em paragem respiratória começa pela abertura das vias respiratórias e realização de cinco exalações. Nas vítimas em paragem cardíaca e que tenham estado debaixo de água durante menos de uma hora, é recomendada reanimação cardiorrespiratória. As taxas de sobrevivência são superiores em pessoas que tenham estado pouco tempo debaixo de água. Entre as crianças sobreviventes, cerca de 7,5% dos casos estão associados a mau prognóstico.
Estima-se que em 2015 tenham ocorrido cerca de 4,5 milhões de casos de afogamento não intencional. No mesmo ano, o afogamento foi a causa de 324 000 mortes, sendo a terceira principal causa de morte por acidentes, atrás das quedas e acidentes rodoviários. Destas mortes, cerca de 56 000 ocorreram em crianças com menos de cinco anos de idade. O afogamento é responsável por 7% de todas as mortes por acidentes. Mais de 90% das mortes ocorrem em países em vias de desenvolvimento. O afogamento é mais comum entre homens e entre os jovens.